# Purshia mexicana
Purshia mexicana är en rosväxtart som först beskrevs av David Don, och fick sitt nu gällande namn av Stanley Larson Welsh. Purshia mexicana ingår i släktet Purshia och familjen rosväxter. Inga underarter finns listade i Catalogue of Life.

## Bildgalleri

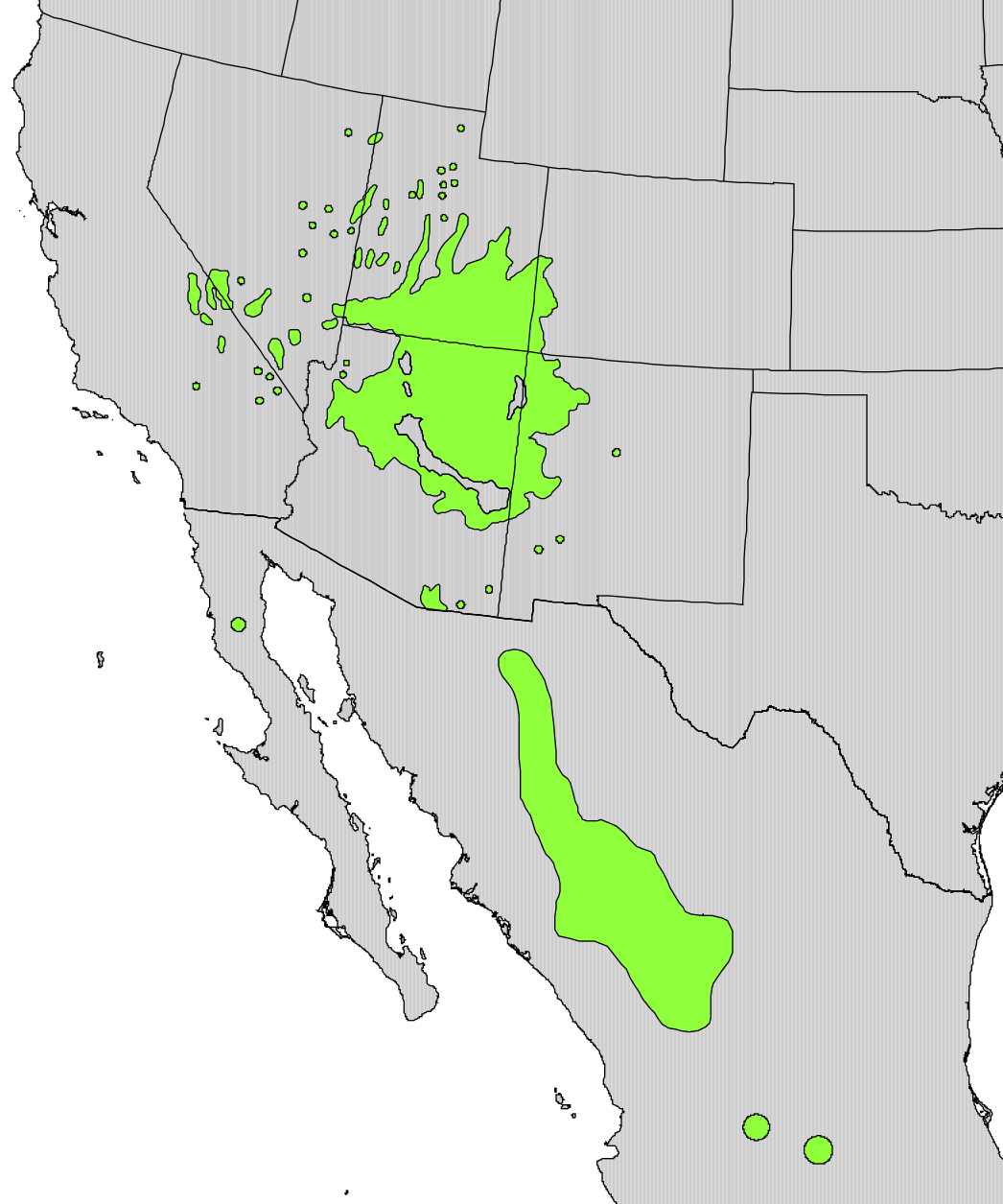